# Ходжаев, Фахмутдин Ходжаевич
Фахмутдин Ходжаевич Ходжаев — советский хозяйственный, государственный и политический деятель.

## Биография
Родился в 1915 году. Член ВКП(б) с 1940 года.
С 1931 года — на хозяйственной, общественной и политической работе. В 1931—1975 гг. — рабочий, мастер, зам. начальника цеха Ташкентской обувной фабрики № 1, инструктор Ташкентского горкома партии, директор Ташкентской шорно-галантерейной фабрики, участник Великой Отечественной войны на Юго-Западном, 4-м Украинском, Прибалтийском фронтах, секретарь Ташкентского горкома ВКП(б), начальник Главного управления кожевенно-обувной промышленности Узбекской ССР, председатель правления Узбекского совета промысловой кооперации, председатель Ташкентского облисполкома, первый секретарь Ташкентского городского комитета КП Узбекистана, председатель Ферганского областного Совета народного хозяйства, заместитель председателя Совнархоза Узбекской ССР, министр хлопкоочистительной промышленности, министр легкой промышленности Узбекской ССР.
Умер в Ташкенте в 1975 году.